# Seaside (Florida)
Seaside è una comunità della Florida, negli Stati Uniti. È stata fondata dal costruttore Robert Davis nel 1979 sopra terreni che aveva ereditato da suo nonno. Il piano urbanistico della città è stato disegnato dall'architetto Andrés Duany ed Elizabeth Plater-Zyberk.

## Storia
Seaside è spesso citata come la prima città sviluppata secondo i principi del neourbanesimo. La rivista Time ha scritto riguardo alla città: «the most astounding design achievement of its era and, one might hope, the most influential».
Seaside include edifici di architetti come Aldo Rossi, Léon Krier, Steven Holl, Dan Solomon, Steven Badanes, e tanti altri.

## Curiosità
- Molte scene del film The Truman Show sono state girate a Seaside.